# Jožin z bažin

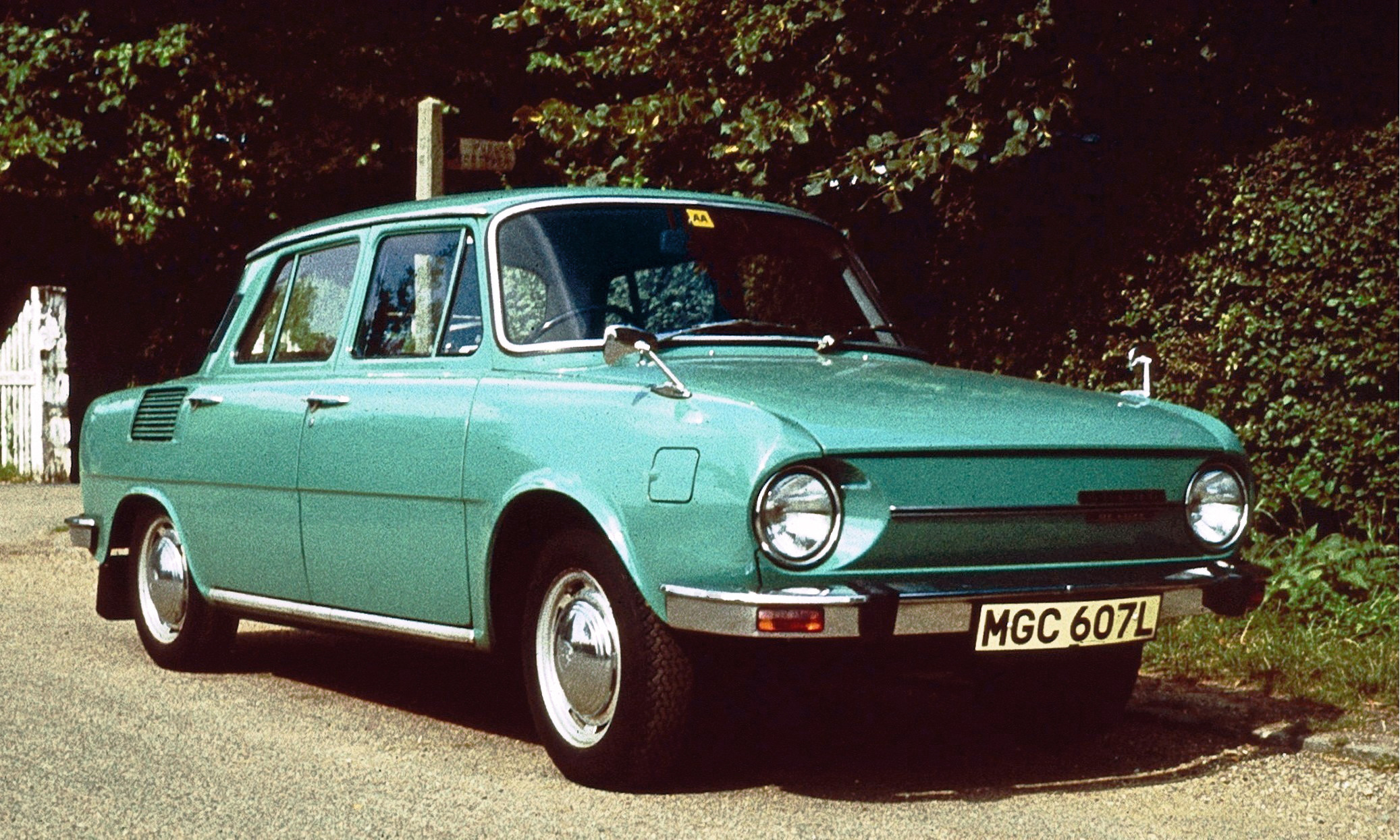
Popularny w latach 70. samochód Škoda 100 na czeskiej drodze, taki jak ten, którym jedzie podmiot liryczny piosenki

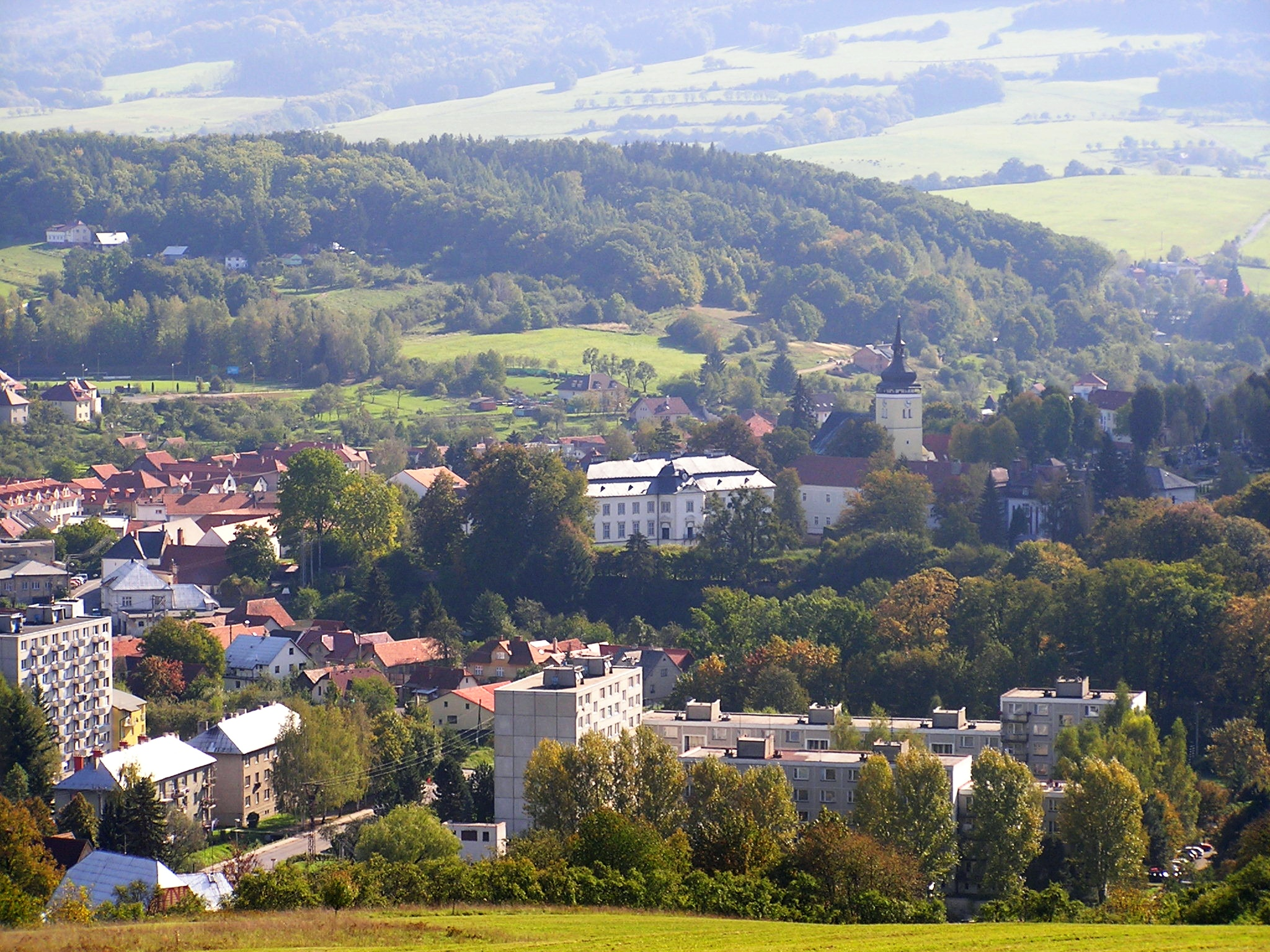
Miasto Vizovice, rzekomo napastowane przez Jožina

Jožin z bažin (pol. „Józek z bagien”; w Polsce często pisane Jożin z bażin z powodu zapisu fonetycznego i trudniejszego dostępu do czeskich znaków diakrytycznych) – piosenka czeskiej (czechosłowackiej) grupy Banjo Band, wydana po raz pierwszy w 1977 roku na albumie Nashledanou!. Jeden z najpopularniejszych utworów autorstwa Ivana Mládka, szczególnie w Czechach i na Słowacji. Autorem tekstu był Zdeněk Navrátil.
Jak wyznał Ivan Mládek, piosenka o Jožinie z bažin powstała na zamówienie ich przyjaciół, którzy przygrywali do posiłków w jednym z lokali w Zlinie. Jožin z bažin był ich maskotką.
W materiale filmowym piosence śpiewanej przez Ivana Mládka towarzyszą: charakterystyczny taniec wykonywany przez Iva Pešáka, gra na krowim dzwonku w wykonaniu Jana Bosiny, sztuczka Ladislava Gerendáša z szybą, do której przykłada on usta, gra na tubie Vaclava Dědiny, gra na tarce Tomáša Procházki oraz gra na gitarze Vitezsláva Marka. Marynarka, w której wystąpił Ivan Mládek, została kupiona w Katowicach. 

## Treść
Utwór jest parodią średniowiecznych opowieści i legend, w których dzielny rycerz z daleka ratuje królestwo terroryzowane przez potwora, poślubia księżniczkę i dostaje pół królestwa jako nagrodę. Opowiada on o ludożerczym potworze Jožinie, mieszkającym na bagnach i zjadającym przejeżdżających nieopodal miejscowości Vizovice – głównie mieszkańców Pragi. Jedyną skuteczną przeciw niemu bronią są opryski proszkiem z samolotu. Wójt obiecuje córkę i połowę JZD-u (czechosłowacki odpowiednik polskich rolniczych spółdzielni produkcyjnych czy radzieckich kołchozów) temu, kto dostarczy mu Jožina. Mládek śpiewa, że wykonał oprysk proszkiem z samolotu, złapał potwora i postanowił sprzedać go do ZOO.

## Popularność w Polsce
Piosenka, a właściwie jej studyjne nagranie wideo dla czechosłowackiej telewizji z 1978 roku, zyskało dużą popularność wśród polskich użytkowników Internetu na przełomie lat 2007 i 2008. Utwór zamieszczony w serwisie YouTube doczekał się kilkunastu milionów wyświetleń. Utwór przypomniał portal Joe Monster.org, program Szkło kontaktowe i tygodnik Przekrój. Pisali o nim także: „Rzeczpospolita”, Newsweek, portal TVN24 i Wprost, który opublikował odpowiedzi Mladka i Pešáka na pytania internautów. W serwisie należącym do koncernu Agora – widelec.pl – piosenka ta zajęła drugie miejsce w „Rankingu 2007”. 

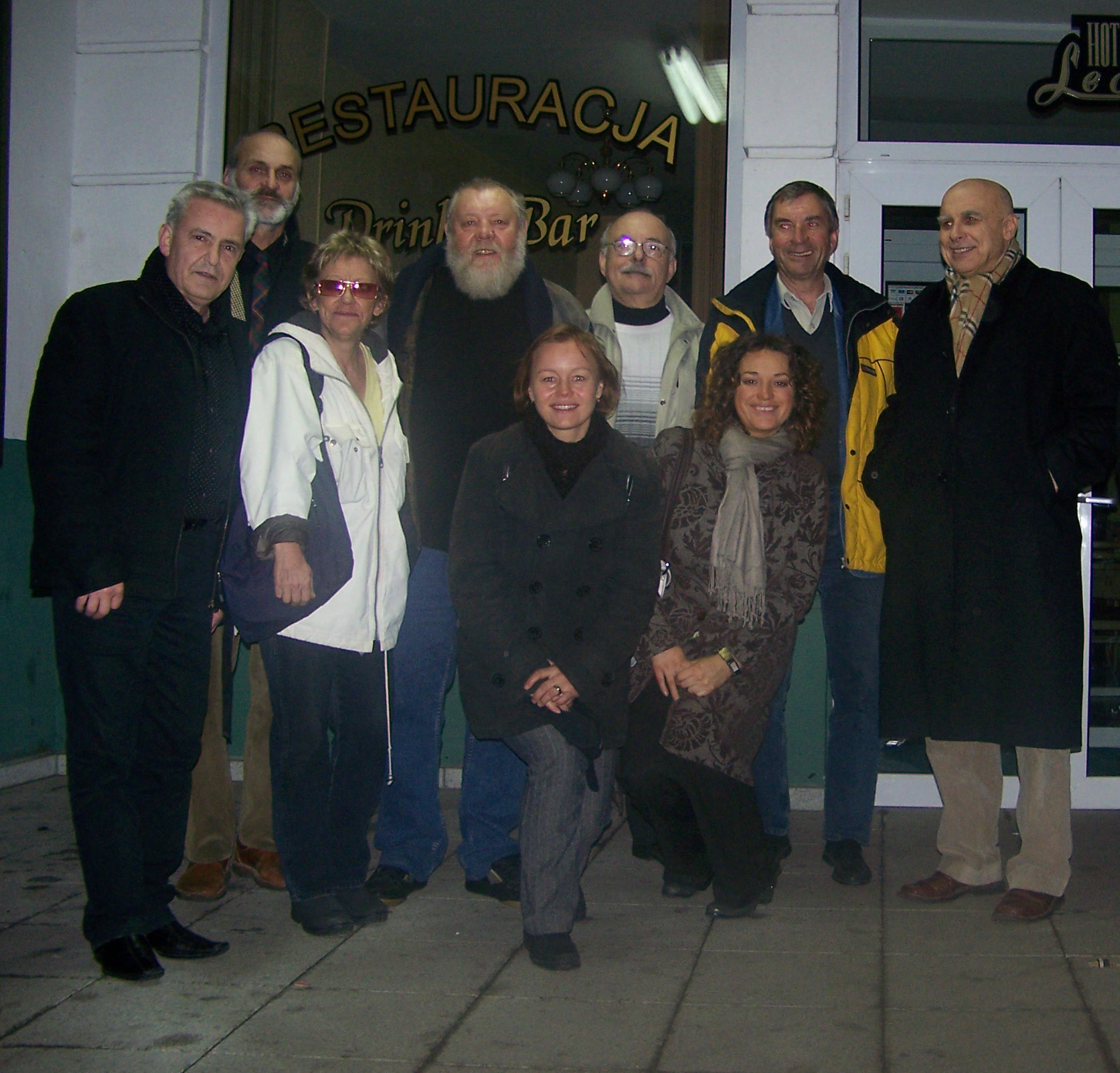
Ivan Mládek (pierwszy z prawej) i Banjo Band przed Hotelem Lech w Poznaniu (2008)

W 2008 roku grupa Banjo Band przyjechała do Polski na koncerty. 21 lutego wystąpiła w Hali Gwardii w Opolu, 22 lutego w Poznaniu, 23 lutego w Warszawie, a 24 lutego w Kielcach. 12 marca 2008 roku zespół koncertował w Teatrze Ludowym w Krakowie, a 17 marca w Teatrze im. Adama Mickiewicza w Cieszynie.
W związku z ogromną popularnością utworu w Polsce Ivan Mládek nagrał go także w języku polskim. Obie wersje – polska i czeska – znalazły się wraz z 15 innymi utworami na płycie Jožin z bažin w Polsce (EMI). Jej premiera miała miejsce 22 lutego 2008 roku.
Popularność piosenki spowodowała, że została ona sparodiowana, zarówno przez internautów, którzy swoje wersje zamieścili w serwisie YouTube, jak i Kabaret pod Wyrwigroszem, którego utwór Donald marzy nawiązuje do ówczesnych wydarzeń politycznych. Utwór zremiksowali DJ Remo, Forseco, Salco, DJ Cargo oraz C-Bool. Na fali popularności piosenki, kompozytor i dyrygent Jacek Sykulski zaaranżował utwór a cappella na chór mieszany. Jožin z bažin był wielokrotnie wykonywany przez Chór Akademicki Uniwersytetu im. Adama Mickiewicza.
Duet Robert Trujillo i Kirk Hammett z zespołu Metallica wykonał piosenkę 2 kwietnia 2018 roku podczas koncertu w O2 Arena w Pradze.